# Horní Fořt
Horní Fořt (niem.  Oberforst, Ober-Forst, Ober Forst) – wieś, część gminy Uhelná, położona w kraju ołomunieckim, w powiecie Jesionik, w Czechach.